# Michelbach (Hunsrück)
Michelbach település Németországban, Rajna-vidék-Pfalz tartományban. Lakosainak száma 208 fő (2023. december 31.). Michelbach Hasselbach, Alterkülz, Wüschheim, Külz és Reich községekkel határos.

## Népesség
A település népességének változása:
| Lakosok száma | 157  | 173  | 175  | 197  | 208  | 208  |
|               | 1975 | 2017 | 2019 | 2021 | 2022 | 2023 |